# ギー2世・ド・モンレリ
モンレリ領主ギー2世（Gui II de Montlhéry, ? - 1109年）は、フランスの貴族である。トルーソゥ（仏: Trousseau、嫁入道具卿）と称された。フランスの十字軍に参加した。
しばしば内祖父母、モンレリ領主ギー1世とオディエルヌ・ド・ゴメッツの次男にあたる同名の叔父、ロシュフォール伯ギー1世ル・ルージュと混同されることがある。

## 生涯
モンレリ領主ミロン1世とその2人目の妻トロワ女副伯リトリュイーズ（仏: Litluise、またはリテュイーズ仏: Lithuise）の長男として生まれる。
母リトリュイーズはノルマンディー公リシャール1世の庶系の孫にあたるウー伯ギヨーム・ビュザック（Busac）とその妻ソワソン女伯アデライードの娘であり、ギー2世は母を通してリシャール1世の玄孫に当たる。
ギー2世は、1102年に父ミロン1世の後を継ぎ、モンレリ、シュヴルーズ、ブレイ＝シュル＝セーヌの領主となった。
ギーは1096年に第1回十字軍に加わったが、アンティオキア包囲戦で軍を脱走した者の一人であり、フランスに直接帰国することをあえてせず、エピルスやイタリアを経由し、遠回りして帰国した。
出発前に、パリのノートルダム寺院に、イットゥヴィル領に所有していた道路の通行税徴収権とブッシェにある森を寄贈し、ロンポンの修道院にはブッシェの土地・領地を寄贈した。一方、父ミロン1世と自分の存命中は、それらの寄進した森・領地等の馬車と溝の清掃権をギー2世は手放さず税収を続けた。
後、1103年に妻マビーユの同意を得て、ギーはこれらの権利を放棄し、修道院長アンリ立会いのもと、修道院に寄託した。
1104年、一人娘で女性相続人に当たるエリザベート（1141年頃没）を当時まだ12歳になる前のフランス王フィリップ1世と2人目の王妃ベルトラード・ド・モンフォールの王子マント伯フィリップ（1093年 - 1128年）と結婚させた。
その際、モンレリ領を持参金として割り当てた。エリザベートがフランス王家に嫁いだ年の年末、娘婿となったフィリップ王子はロンポンの教会を訪れ、ヴェールの土地を含む受取り財産すべての権利を義父ギーに確認した。最初はモンレリで義母マビーユの立会いのもとに草案され、その後ロンポンでモンレリ領は正式にフィリップ王子の所領となった 。
また、後にギーが病死した際、年代不明の憲章の記録によると、パリのノートルダム寺院に、バニューのイルドガルドという名の未亡人によって与えられたブドウ畑の所有権を遺贈している。
ギー2世の葬儀後、未亡人となったマビーユ（書記官はアマビリス, Amabilisと呼称）は、夫の誕生日（死亡記事では3月16日と記録されている）に遺贈を寺院に渡したとされる。

## 兄弟
- ミロン2世・ド・ブレイ - トロワ副伯[6]、通称ル・ジュヌ（若副伯, Le Jeune）
- ルノー - トロワ司教（1121年 - 1122年）